# Gabriella
Gabriella  è un nome proprio di persona italiano femminile.

## Varianti
- Femminili: Gabriela, Gabbriella
  - Alterati: Gabrielina
  - Ipocoristici: Gabria, Gabri, Lella
- Maschili: Gabriele

### Varianti in altre lingue
- Albanese: Gabriela
- Ceco: Gabriela
- Croato: Gabrijela[1], Gabriela[1]
- Francese: Gabrielle[1]
- Inglese: Gabrielle[1]
  - Ipocoristici: Gabby[1], Brielle[1]
- Lituano: Gabrielė[1]
- Olandese: Gabriëlle[1]
- Polacco: Gabriela[1]
- Portoghese: Gabriela[1]

- Rumeno: Gabriela[1]
  - Ipocoristici: Gabi[1]
- Russo: Гавриила (Gavriila)[1]
- Slovacco: Gabriela[1]
- Spagnolo: Gabriela[1]
- Svedese: Gabriella[1]
- Tedesco: Gabriele[1], Gabriela[1]
  - Ipocoristici: Gabi[1], Gaby
- Ungherese: Gabriela[1]
  - Ipocoristici: Gabi[1]

## Origine e diffusione
È la forma femminile del nome Gabriele, che deriva dall'ebraico גַבְרִיאֵל (Gavri'el) e il cui significato viene generalmente interpretato con "uomo forte di Dio".
Propriamente, il femminile di Gabriele sarebbe Gabriela, mentre Gabriella è il femminile della sua variante Gabriello. Col tempo, tuttavia, mentre Gabriello diveniva desueto, Gabriella ha pressoché soppiantato Gabriela, divenendo la forma prevalente. La stessa situazione è occorsa coi nomi Raffaele e Raffaella.

## Onomastico
Con questo nome si ricordano alcune beate, in memoria delle quali si può festeggiare l'onomastico, alle date seguenti:
- 8 febbraio, beata Giuseppina Gabriella Bonino, religiosa[3]
- 23 aprile, beata Maria Gabriella Sagheddu, fondatrice[4]
- 31 luglio, beata Gabriella di San Giovanni della Croce, religiosa e martire a L'Arrabassada (presso Tarragona) assieme a Daniela di San Barnaba[5]
- 18 novembre, beata María Gabriela Hinojosa, suora visitandina e martire a Madrid con altre cinque compagne[6]

In alternativa, si può festeggiare anche lo stesso giorno della forma maschile.

## Persone

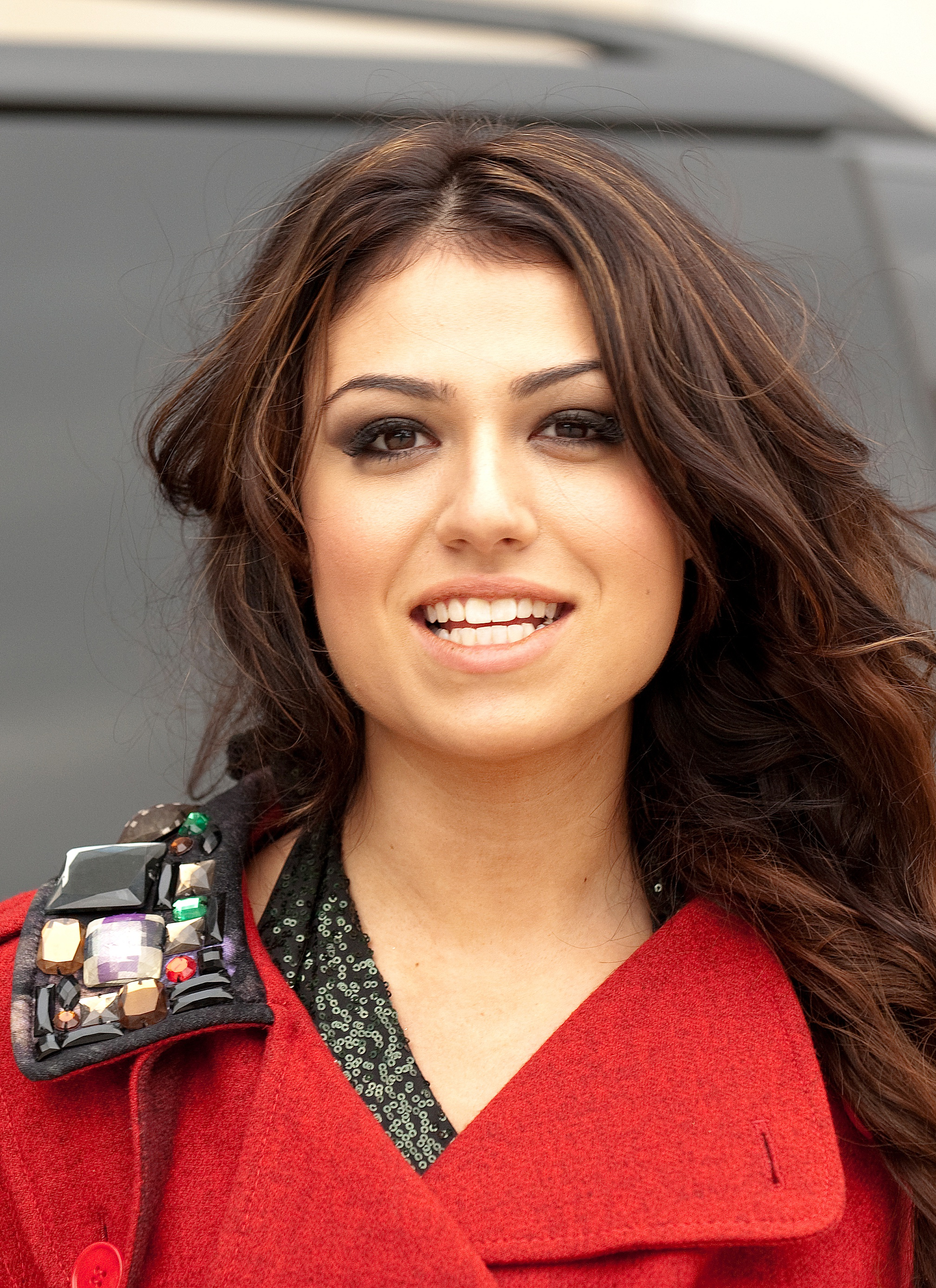
Gabriella Cilmi

- Gabriella Caramore, conduttrice radiofonica e saggista italiana
- Gabriella Carlucci, conduttrice televisiva e politica italiana
- Gabriella Cilmi, cantante australiana
- Gabriella Degli Esposti, partigiana e antifascista italiana
- Gabriella Farinon, annunciatrice televisiva, conduttrice televisiva e attrice italiana
- Gabriella Ferri, cantante italiana
- Gabriella Genta, doppiatrice e direttrice del doppiaggio italiana
- Gabriella Giacobbe, attrice italiana
- Gabriella Paruzzi, fondista italiana
- Gabriella Pescucci, costumista italiana
- Gabriella Pession, attrice italiana
- Gabriella Wilde, attrice e modella britannica

### Variante Gabriela

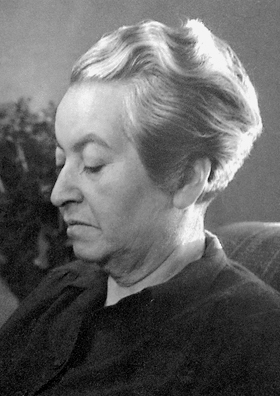
Gabriela Mistral

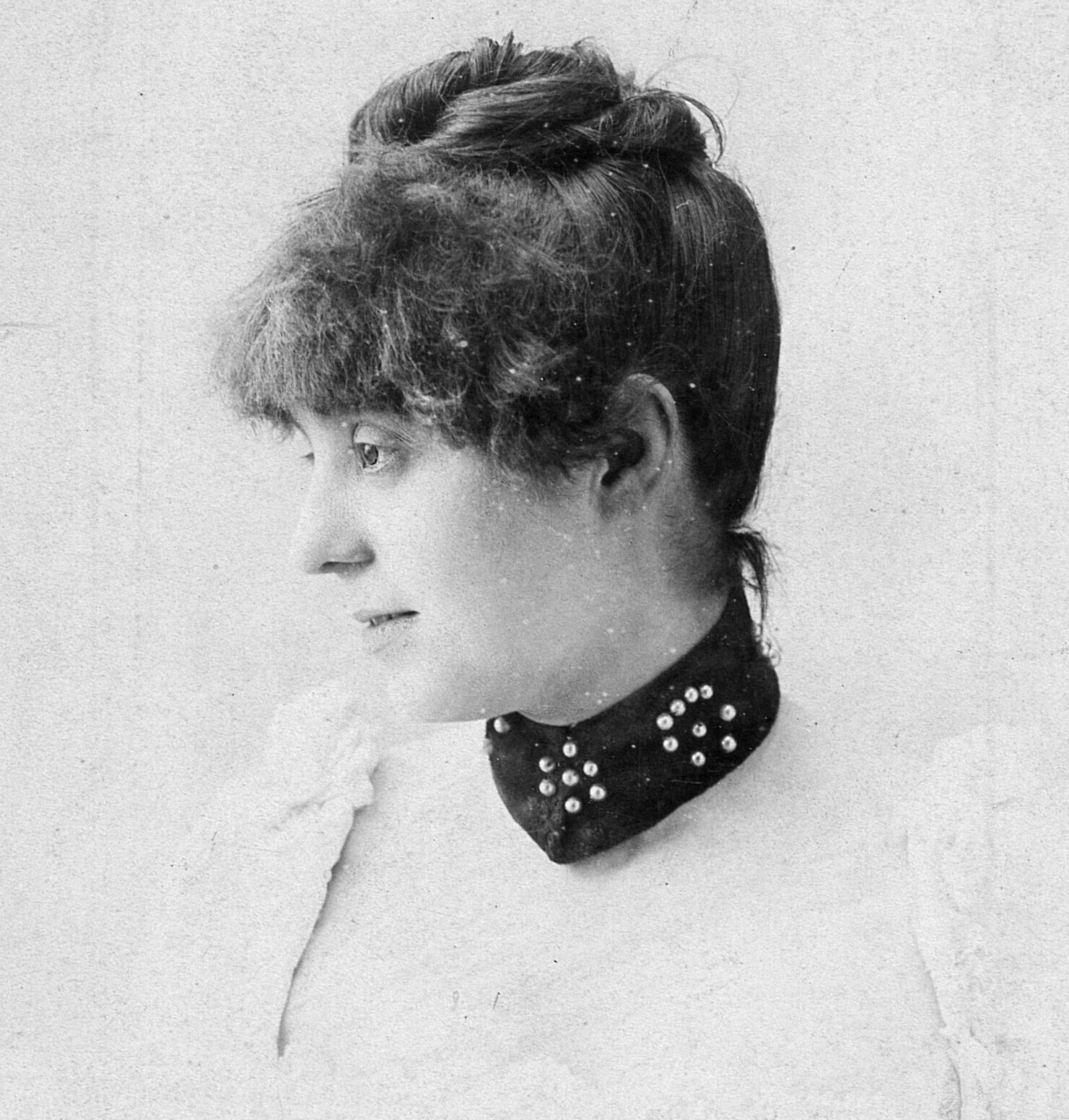
Gabriela Zapolska

- Gabriela Adameșteanu, scrittrice, saggista, giornalista e traduttrice rumena
- Gabriela Andersen-Schiess, atleta svizzera
- Gabriela Barros Tapia, modella, conduttrice televisiva e attrice cilena
- Gabriela Belisario, attrice italiana
- Gabriela Dauerer, pittrice tedesca
- Gabriela Drăgoi, ginnasta rumena
- Gabriela Duarte, attrice brasiliana
- Gabriela Gunčíková, cantante ceca
- Gabriela Koeva, pallavolista bulgara
- Gabriela Kubatová, cestista slovacca
- Gabriela Markus, modella brasiliana
- Gabriela Mistral, poetessa, educatrice e femminista cilena
- Gabriela Montero, pianista statunitense
- Gabriela Navrátilová, tennista ceca
- Gabriela Pérez del Solar, pallavolista e politica peruviana
- Gabriela Preissová, scrittrice ceca
- Gabriela Rejala, modella paraguaiana
- Gabriela Sabatini, tennista argentina
- Gabriela Svobodová, fondista slovacca
- Gabriela Szabó, atleta rumena
- Gabriela Toma, cestista rumena
- Gabriela Zapolska, scrittrice, naturalista e attrice polacca
- Gabriela Zavala, modella honduregna

### Variante Gabrielle
- Gabrielle, cantante britannica

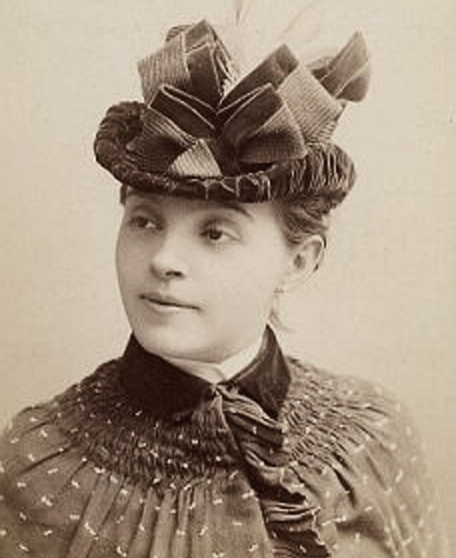
Gabrielle Réjane

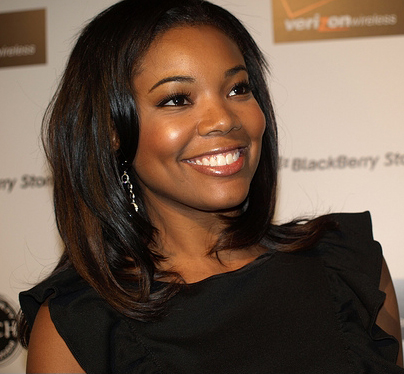
Gabrielle Union

- Gabrielle Anwar, attrice britannica
- Gabrielle Bonheur Chanel, vero nome di Coco Chanel, stilista francese
- Gabrielle Bossis, attrice, scrittrice e mistica francese
- Gabrielle Carteris, attrice statunitense
- Gabrielle d'Estrées, amante di Enrico IV di Francia
- Gabrielle Douglas, ginnasta statunitense
- Gabrielle Drake, attrice britannica
- Gabrielle Fitzpatrick, attrice australiana
- Gabrielle Giffords, politica statunitense
- Gabrielle Réjane, attrice francese
- Gabrielle Scharnitzky, attrice tedesca
- Gabrielle Scollay, attrice australiana
- Gabrielle Union, attrice ed ex modella statunitense
- Gabrielle Walcott, modella trinidadiana
- Gabrielle Zevin, scrittrice statunitense

### Variante Gabriele
- Gabriele Heß, fondista tedesca
- Gabriele Hinzmann, atleta tedesca

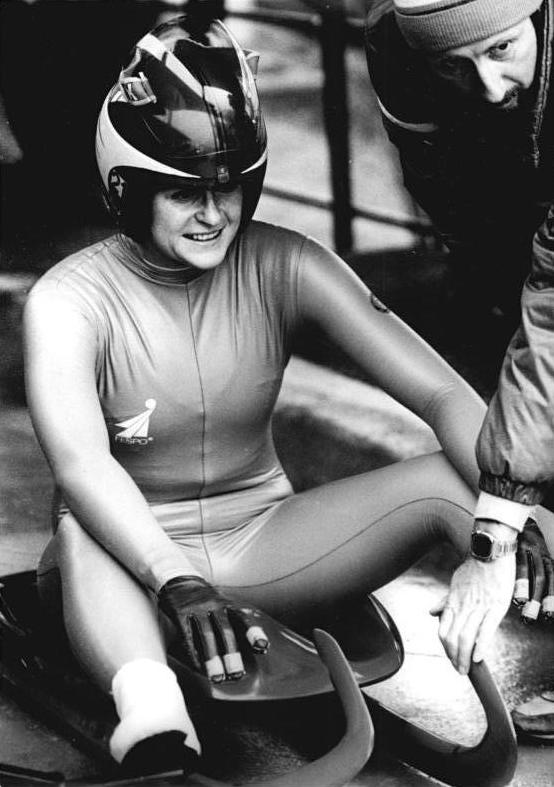
Gabriele Kohlisch

- Gabriele Kohlisch, slittinista ed ex bobbista tedesca
- Gabriele Kuby, critica letteraria tedesca
- Gabriele Münter, pittrice tedesca
- Gabriele Reinsch, atleta tedesca
- Gabriele Wittek, veggente tedesca

### Variante Gaby
- Gaby Albrecht, cantante tedesca
- Gaby Angelini, aviatrice italiana
- Gaby Casadesus, pianista francese

Gaby Angelini

- Gaby Dohm, attrice austriaca naturalizzata tedesca
- Gaby Hauptmann, scrittrice e giornalista tedesca
- Gaby Nestler, fondista tedesca orientale

### Altre varianti
- Gabrielė Gutkauskaitė, cestista lituana
- Gabrielė Narvičiūtė, cestista lituana
- Gabi Rockmeier, atleta tedesca

## Il nome nelle arti
- Gabriella è un personaggio del romanzo di Jorge Amado Gabriella, garofano e cannella, e del film del 1983 da esso tratto Gabriela, diretto da Bruno Barreto.
- Gabrielle de Lioncourt è un personaggio della serie di romanzi delle Cronache dei vampiri, scritta da Anne Rice.
- Gabriella Montez è la protagonista femminile dei tre capitoli della saga di High School Musical.
- Gabrielle Solis è un personaggio della serie televisiva Desperate Housewives.
- In campo musicale, Gabriella è una canzone di Pupo e Gabri di Vasco Rossi